# 白戈罗多克
白戈罗多克（羅馬化：Belyy Gorodok）是俄罗斯特维尔州的市级镇，为该州基姆雷区规模最大的聚居地，也是该区唯一的一座市级镇。地处特维尔州东部，位于伏尔加河上乌格利奇水库上，在伏尔加河及其一支流霍恰河（Хотча）汇流处，在区行政中心基姆雷东北侧、州府特维尔东偏北方，靠近特维尔州与莫斯科州的州界。设有同名铁路车站。
14世纪中叶首见于文献，1951年设市级镇。该地2022年人口有1,795人；2010年人口2,432；2002年人口2,825；1989年人口3,605。